# Blackwall Point Power Station
Die Blackwall Point Power Station war ein Kohlekraftwerk im Londoner Stadtbezirk Royal Borough of Greenwich auf der Greenwich Peninsula, es lag am südlichen Ufer der Themse und wurde 1987 rückgebaut.

## Geschichte
Das Kraftwerk bestand am Standort aus einer ersten Kraftwerksanlage, welche 1900 in Betrieb ging, erste Projektarbeiten dazu hatten um 1890 begonnen, und bis 1947 in Betrieb war. Dieser erste Kraftwerkskomplex hatte eine installierte Leistung von 15 MW. 1947 wurde das alte Kraftwerk komplett abgerissen und durch ein neues Kohlekraftwerk ersetzt, welches 1951 mit einer installierten Leistung von 90 MW in Betrieb ging. Die neue Kraftwerksanlage bestand aus drei Maschinensätzen zu je 30 MW. Das Kraftwerk war 1951 das erste Kohlekraftwerk in London, welches mit Kohlenstaub betrieben wurde – dies erlaubte eine schnelle Leistungsanpassung an den schwankenden Strombedarf. Der Kohlestaub wurde aus den Bunkern mit Ventilatoren zu den Brennöfen transportiert.